# Ткачов Володимир Васильович
Володимир Васильович Ткачов (14 жовтня 1946) — український військовик. Генерал-полковник. Командувач військами Протиповітряної оборони України (2000–2001).

## Біографія
Народився 14 жовтня 1946 року у місті Лабінськ Краснодарського краю. У 1968 році закінчив Енгельське зенітне ракетне училище протиповітряної оборони, Військову академію Протиповітряної оборони ім. Г. Жукова (1977), Військову академію Генерального штабу Збройних Сил СРСР. (1988). Кандидат військових наук.
З 1977 року проходив службу на посадах командира зенітно-ракетного дивізіону, заступника командира зенітно-ракетного полку, командира групи зенітних ракетних дивізіонів — заступника командира зенітної ракетної бригади, командира зенітної ракетної бригади, заступника командира дивізії ППО. З червня 1988 по червень 1989 р. — командир дивізії ППО, до вересня 1991 р. — командир корпусу ППО. З вересня 1991 р. — перший заступник командувача 6-ї окремої армії ППО, начальник штабу — перший заступник командувача 8-ї окремої армії ППО, начальник штабу — перший заступник командувача військ ППО України. З травня 1993 по травень 1996 р. — начальник штабу організаційного ядра командування ВПС України, начальник Головного управління військ ППО, начальник штабу оперативного керівництва ВПС (військ оборони повітряного простору), начальник штабу — перший заступник командувача Військ ППО України. З червня 1996 р. — помічник Міністра оборони України, з лютого 1997 р. — начальник управління справами Міністерства оборони України — помічник Міністра оборони України. З грудня 1997 р. — начальник Адміністрації Міністерства оборони України — помічник Міністра оборони України. З липня 2000 р. — заступник Міністра оборони України — командувач Військ ППО України. З серпня 2001 по лютий 2002 р. — Головнокомандувач Військ Протиповітряної оборони Збройних Сил України.
У 2002 р. звільнений з лав Збройних Сил України у запас.
Голова Правління ПАТ «Військово-Страхова Компанія»

## Нагороди та відзнаки
- Орден «Червоної Зірки»,
- Орден «За службу Батьківщині в Збройних Силах СРСР» III ст.,
- Орден Святого Станіслава[2]